# Irisbus Citelis 18 CNG
Irisbus Citelis 18 CNG – francuski autobus przegubowy, napędzany sprężonym gazem ziemnym CNG. Stanowi odmianę modelu Irisbus Citelis 18 napędzanego klasycznym silnikiem Diesla.

## Historia modelu
Irisbus Citelis 18 CNG jest napędzany silnikiem  typu Iveco Cursor 8 EEV o mocy maksymalnej 228 kW (310 KM), osiąganej przy 2000 obr./min. Szkielet autobusu jest zabezpieczony za pomocą kataforezy zanurzeniowej. Poszycie wykonane jest z aluminium oraz tworzywa sztucznego. Na dachu umieszczono 10 sztuk butli z gazem o pojemności 155 l każda.
MZK Słupsk zakupił w 2006 roku 5 sztuk nowych Citelisów 18 CNG. Powstały one we współpracy zakładów Irisbus w Annonay (Francja) i Vysoke Myto (Czechy). Ostatni etap ich montażu wykonano w firmie Kapena. Dokonano tam zamontowania wyświetlaczy, kasowników, 6 kamer z monitorem w kabinie kierowcy oraz systemu głośnomówiącego wraz z dwoma wyświetlaczami wewnętrznymi firmy R&G.
Pierwsze dwa wejścia modelu Citelis 18 CNG pozbawione są stopni wejściowych, zaś trzecie drzwi posiadają jeden niewysoki stopień. W drugich drzwiach zamontowana jest rampa dla wózków inwalidzkich, a naprzeciwko drugich drzwi znajduje się miejsce dla wózka. Jest ono dość małe, są do dyspozycji pasy, jednak brak specjalnej „deski”, do której się przypina wózek. Na stanowisku kierowcy montowany jest pulpit VDO.